# Laboulbeniomycetes
De Laboulbeniomycetes vormen volgens de inzichten als beschreven in de index fungorum van 2008 een klasse uit de stam Ascomycota. Tot 2008 vormden de Laboulbeniomycetidae een onderklasse van de klasse Ascomycetes (zakjeszwammen).
Ze leven parasitair op allerhande insecten.